# Спортски центар Морача
Спортски центар Морача је спортска дворана у Подгорици. Дворана се налази у новом делу Подгорице, на десној обали реке Морача, по којој је добила име. Радови на изградњи дворане су почели 1978, а бројни спортски објекти су смештени на површини од 4 ha. Пројектант је био Мишко Димитријевић, градили су је београдска предузећа Јанко Лисјак и Електромонтажа.

## Објекти
Затворени објекти који чине спортски центар су:
- Велика дворана (капацитета 6000)[1]
- Дворана за тренинге
- Дворана за борилачке спортове
- Базен
- Сауна
- Дворана за стони тенис
- Пословни објекти

Отворени објекти који чине спортски центар су:
- Отворени базен
- Тениски терени
- Терени за кошарку, одбојку и рукомет.

Велика дворана служи као главна затворена дворана у Подгорици. Она је дом клубовима КК Будућност Подгорица, ОК Будућност Подгорица, РК Будућност Подгорица и ЖРК Будућност Подгорица, као и репрезентативним селекцијама Црне Горе у разним спортовима.
У дворани се играло 6 прелиминарних утакмица Европског првенства у кошарци 2005. За ову прилику дворана је реновирана да би се задовољили стандарди ФИБА.
У новембру 2022. године у дворани су се играле утакмице групе Д Европског прценства у рукомету за жене.
Осим спортских такмичења, дворана је такође домаћин бројним концертима и дешавањима.